# Petroglifos de Carachupa

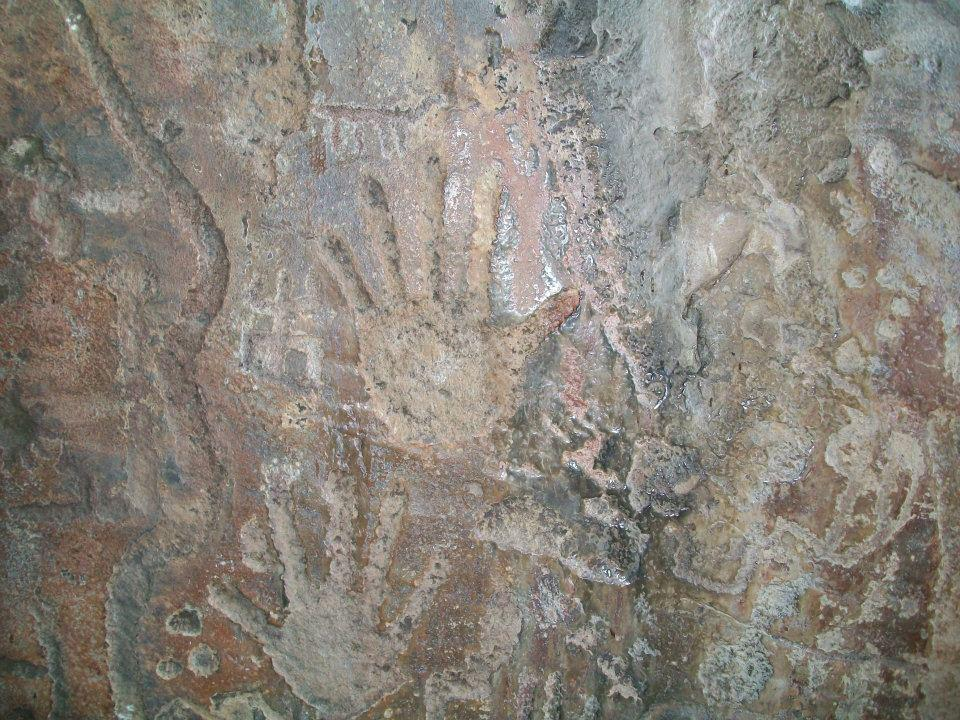
Muestras de manos en los petroglifos de Carachupa.

Los petroglifos de Carachupa (Del quechua q'arachupa de didélfidos) son petroglifos en Perú. Se encuentra ubicado en la Región Amazonas, provincia de Utcubamba, Distrito de Lonya Grande. La roca tiene 115 centímetros y un largo de 3 metros. Asimismo contiene 47 figuras.

## Ubicación
Se encuentra ubicado en la Región Amazonas, provincia de Utcubamba, Distrito de Lonya Grande. En vehículo, está situado a 15 minutos de distancia de Lonya Grande.